# RecBCD
RecBCDまたはエキソヌクレアーゼV（exonuclease V、EC 3.1.11.5）は、大腸菌Escherichia coliでDNAの二本鎖切断の組換え修復を開始する酵素である。二本鎖切断は、電離放射線、DNA複製のエラー、エンドヌクレアーゼ、酸化損傷やその他の多くの因子によって生じる可能性があり、その影響は致死的となりうる。RecBCDは、DNA鎖を巻き戻したり引き離したりするヘリカーゼであり、DNAに一本鎖のニックを形成するヌクレアーゼでもある。

## 構造
この酵素複合体は3つの異なるサブユニットRecB、RecC、RecDから構成され、そのため複合体はRecBCDと呼ばれている。recD遺伝子の発見以前は、酵素は"RecBC"として知られていた。各サブユニットは異なる遺伝子によってコードされている。
| 遺伝子 | 鎖    | タンパク質     | 機能                                      |
| ------ | ----- | -------------- | ----------------------------------------- |
| recB   | beta  | RecB（P08394） | 3'-5'ヘリカーゼ、ヌクレアーゼ             |
| recC   | gamma | RecC（P07648） | Chi（crossover hotspot instigator）の認識 |
| recD   | alpha | RecD（P04993） | 5'-3'ヘリカーゼ                           |

## 機能

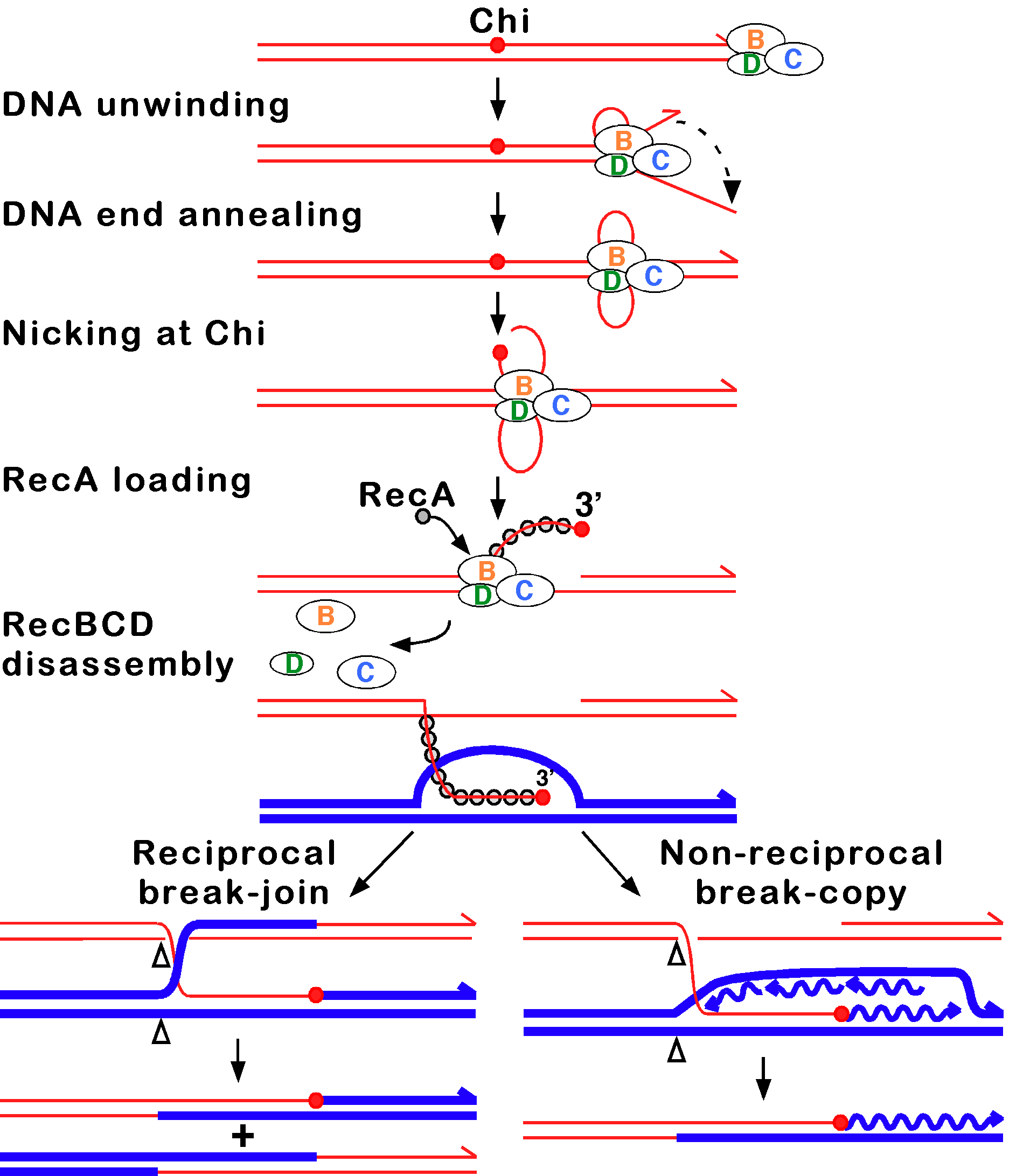
相同組換えのRecBCD経路（ATP過剰存在下）

RecDとRecBはどちらもヘリカーゼであり、エネルギー依存的にDNAを巻き戻す分子モーターである。それに加えて、RecBサブユニットにはヌクレアーゼとしての機能も存在する。RecBCD酵素（おそらくRecCサブユニット）がDNA中の特定の配列（5'-GCTGGTGG-3'）を認識する。この配列はChi部位（ギリシア文字のχで表されることもある）として知られている。
RecBCDは異なる速度で移動する2つのヘリカーゼを持っている点、そしてChi部位の認識に伴って活性に変化が生じる点で、珍しいヘリカーゼである。RecBCDは二本鎖DNAの直鎖状の末端に結合する。RecDヘリカーゼは5'末端側の鎖を移動し、RecBは3'末端側の鎖を移動する。RecBはRecDよりも遅いため、RecBの前方には一本鎖のDNAループ構造が形成される。この過程によって、短い3'末端と長い5'末端の2つの一本鎖テールと1つの一本鎖ループからなるDNA構造が形成され、この構造は電子顕微鏡によっても観察される。一本鎖テールどうしは再びアニーリングし、1つ目の一本鎖ループに相補的な2つ目の一本鎖ループが形成される。こうした2つのループ構造は「ウサギの耳」（"rabbit ears"）と呼ばれていた。

## 作用機構

相同組換えのRecBCD経路の開始段階（Mg^{2+}過剰存在下）

巻き戻しの過程で、RecBのヌクレアーゼ活性は反応条件、特にMg2+イオンとATPの濃度に依存して異なる作用を示す。(1) ATPが過剰に存在する場合、酵素は単にChi部位が存在する鎖（3'末端の鎖）にニックを入れる。巻き戻しは継続し、Chi部位が末端付近に存在する3'一本鎖テールが形成される。このテールにRecAタンパク質が結合し、損傷のない相同なDNA二本鎖との鎖交換を促進する。RecBCDがDNAの末端に到達すると3つのサブユニットは解体し、酵素は1時間以上不活性状態となり、Chi部位で作用したRecBCD分子が他のDNA分子を攻撃することはない。(2) Mg2+イオンが過剰に存在する場合、RecBCDは双方のDNA鎖をエンドヌクレアーゼのように切断するが、5'テールの切断頻度は低い。RecBCDが3'末端側の鎖のChi部位に遭遇すると、巻き戻しは一時停止し、3'テールの分解も低下する。RecBCDが巻き戻しを再開すると、今度は反対側の5'テールを切断するようになり、3'末端側の鎖にはRecAタンパク質がロードされる。あるDNA分子に対する反応が完結すると、酵素はすぐに次のDNAを攻撃し、同じ反応が行われる。
反応の中間体の一過的性質のため、どちらの反応も細胞内のDNAの分析による検証は行われていない。しかし、遺伝学的な証拠は前者が細胞内での反応をよりよく模倣したものであることを示している。例えば、細胞内での反応もATP過剰存在下での反応も、Chi部位の活性は3'側のヌクレオチドの影響を受けるが、Mg2+過剰存在下ではそうした影響は見られない。検出可能なエキソヌクレアーゼ活性を持たないRecBCDの変異体は、細胞内での高いChiホットスポット活性と細胞外でのChi部位でのニック形成活性を保持している。細胞内のあるDNA分子のChi部位は他の分子のChi部位の活性を低下または消失させ、これはおそらくATP過剰存在下で観察されるChi部位依存的なRecBCDの解体を反映している。
どちらの反応条件下でも、Chi部位の下流の3'鎖は無傷のまま維持される。その後、RecAタンパク質はRecBCDによって活発に3'テールにロードされる。RecBCDがDNAから解離する地点は未決定であるが、RecBCDはDNAから脱落することなく少なくとも60 kbを巻き戻すことができる。RecAは自身が結合しているDNA鎖と、損傷のない相同なDNA二本鎖との間での鎖交換を開始する。この鎖交換によって、Dループなどの連結されたDNA分子が形成される。連結されたDNA構造は、侵入してきた3'末端鎖によってプライミングされたDNA複製、またはDループの切断とホリデイジャンクションの形成によって解消される。ホリデイジャンクションはRuvABC複合体による直鎖状DNAへの解消、またはRecGタンパク質による解離が行われる。こうしたイベントによって、親のDNAとは異なる、遺伝子の新たな組み合わせを持つDNAが作り出される可能性がある。この過程（相同組換え）によってDNAの二本鎖切断修復は完結する。

## 応用
RecBCDは、タンパク質-DNA間相互作用の機能をより良く理解するために用いられる実験技術である、1分子FRETを利用する際のモデル酵素となっている。また、この酵素の活性にはDNAの末端が必要であるため、環状二本鎖DNAの調製の際に、一本鎖または二本鎖の直鎖状DNAを除去するためにも有用である。